# Зеон-Зебрук
Зеон-Зебрук (њем. Seeon-Seebruck) општина је у њемачкој савезној држави Баварска. Једно је од 35 општинских средишта округа Траунштајн. Према процјени из 2010. у општини је живјело 4.586 становника. Посједује регионалну шифру (AGS) 9189143.

## Географски и демографски подаци
Зеон-Зебрук се налази у савезној држави Баварска у округу Траунштајн. Општина се налази на надморској висини од 537 метара. Површина општине износи 47,9 km². У самом мјесту је, према процјени из 2010. године, живјело 4.586 становника. Просјечна густина становништва износи 96 становника/km².